# Brachyphaea proxima
Brachyphaea proxima är en spindelart som beskrevs av Roger de Lessert 1921. Brachyphaea proxima ingår i släktet Brachyphaea och familjen flinkspindlar. Inga underarter finns listade.